# More Swinging Sounds
More Swinging Sounds - Shelly Manne and His Men est un album du batteur de Jazz West Coast, Shelly Manne.

## Enregistrement

### Musiciens
Les trois sessions sont enregistrées par un quintet composé de:
- Stu Williamson (tp), Charlie Mariano (as), Russ Freeman (p), Leroy Vinnegar (b), Shelly Manne (d).

### Dates et lieux
- Studio Contemporary, Los Angeles, Californie, 16 juillet 1956, 15 août 1956 16 août 1956.

## Titres
| N°     | Titre            | Compositeur                   | Durée |
| ------ | ---------------- | ----------------------------- | ----- |
| Face 1 |                  |                               |       |
| 1.     | Moose the Mooche | Charlie Parker                | 7:25  |
| 2.     | The Wind         | Russ Freeman, Jerry Gladstone | 4:57  |
| 3.     | Pint of Blues    | Charlie Mariano               | 9:45  |
| Face 2 |                  |                               |       |
| 4.     | Tommyhawk        | Johnny Mandel                 | 4:15  |
| 5.     | Quartet          | Bill Holman                   | 15:26 |

## Discographie
- 1956, Contemporary Records - S-7519 (LP)

## Référence
- G. V. Kennard, Liner notes de l'album Contemporary Records, 1956.